# マンサク
マンサク（満作・万作、学名: Hamamelis japonica）は、マンサク科マンサク属の落葉小高木。

## 名称
和名マンサクの語源は明らかでないが、早春に他の木に先駆けて花が咲くことから「まず咲く」「真っ先」が転訛した説、また黄金色の花が多数咲くと豊作になるといわれることから「万年豊作」に由来するなどの説、あるいは花がたくさん咲くから「満咲き」からだとする説がある。
葉の形が左右非対称で不整なことから、カタソゲ（片削げ）という俗名がある。

## 分布・生育地
日本の本州（宮城県以南）の太平洋側､四国、九州に分布する。
日本各地の山地に生える。山林に多く、山里の雑木林や谷筋の林に自生する。また花木として庭に植えられる。

## 形態・生態
落葉広葉樹の小高木。多くは高さ3メートル (m) ほどの灌木で、生長すると5 - 6 mになる。樹皮は灰褐色で滑らか。一年枝は淡褐色で毛がある。葉は互生し、短い柄がついた長さ5 - 15センチメートル (cm) の菱形状の円形から広卵形で左右が歪み、葉身が厚く波状の鋸歯がある。表は濃い緑色でツヤがあり、葉裏の葉脈上に淡褐色の毛が密生して目立つ。秋は黄葉して黄色から橙色に色づき、落葉すると褐色に変わる。日当たりがよいと、赤っぽく色づく個体もある。
開花期は2 - 3月。雌雄同株。葉に先駆けて黄色の花が房状にたくさん咲いて目立ち、ほのかに芳香がある。花の直径は3 - 4 cm、がく、花弁と雄蕊および仮雄蕊が4個ずつあり、雌蕊は2本の花柱を持つ。花弁は長さ10 - 15ミリメートル (mm) 、幅2 mmほどの細長いひも状でねじれる。萼片は長さ約3 mmの暗赤褐色で、円形で反り返る。
果期は9 - 10月。果実は蒴果で、直径約10 mmの卵状球形で褐色の短毛が密生し、黒色の大きな種子を2個含む。果実はホウセンカのように、成熟後に乾燥することで先の皮が裂けて種子が飛び散る。
冬芽は互生し、短毛を密生し、2枚の芽鱗は落ちやすく裸芽になる。頂芽は長楕円形で柄がある。花芽は卵球状で、下を向いた柄の先に2 - 4個つく。側芽は葉芽である。葉痕は半円形や三角形で維管束痕が3個ある。
- 樹形
- 樹皮は灰褐色
- 開花期は枝いっぱいに黄色い花をつける
- 紐状の4本の花弁が特徴
- 葉は菱形の円形で左右非対称
- 果実

## 利用
まだ晩冬の寒いうちから開花して、春の訪れを告げる木として印象が深いことから、庭木や公園樹として植えられる。欧米でも人気があり植栽されている。樹皮の繊維が強く、岐阜県白川郷の合掌造りに使われる。黄色い花は切り花としても用いられ、花が赤い品種のアカバナマンサク（赤花満作）や、花弁の基部が紅色の品種ニシキマンサク（錦満作）もある。

## 亜種・変種・品種
オオバマンサク H. j. subsp. megalophylla
本州関東地方中部から岩手県の太平洋側に分布する亜種。
ウラジロマルバマンサク H. j. var. discolor
北陸地方に分布する変種。
ウラジロマンサク H. j. var. glauca
近畿・中部地方に分布する変種。
アテツマンサク H. j. var. bitchuensis
中国・四国地方（愛媛県）に分布する変種。萼片が黄色（マンサクの萼片は暗紫色）。葉の両面に星状毛がある。環境省のレッドデータブックでは、準絶滅危惧（NT)。「アテツ」は岡山県の旧阿哲郡から、変種名の bitchuensis は備中国から。青龍寺に原木がある。
アカバナマンサク（赤花満作） H. j. f. incarnata
花弁の赤い品種。
ニシキマンサク（錦満作） H. j. var. discolor f. flavopurpurascens
ウラジロマルバマンサクの花弁の基部が紅色をしている品種。
マルバマンサク（丸葉満作） H. j. var. discolor f. obtusata
ウラジロマルバマンサクの品種とされ、北海道南部から本州の日本海側（鳥取県）にかけて分布する。葉の上半分が半円形をしていることからその名がある。

## マンサク属
マンサク属（マンサクぞく、学名: Hamamelis）は、マンサク科の属の一つ。東アジアと北米に分布し、4種ほどに分けられている。
マンサク Hamamelis japonica
日本固有種。
シナマンサク Hamamelis mollis
中国原産。花の芳香が強く、冬の枯れ葉が春まで落ちずに残る特徴があり、日本でも庭などによく植栽される。葉は枯れても春先まで枝に残る。庭木にされ、紅葉は濃い黄色に色づく。日本のマンサクとの雑種 H. x intermedia には多くの園芸品種が作出され、よく栽培されている。
ハヤザキマンサク Hamamelis vernalis

アメリカマンサク （ハマメリス）Hamamelis virginiana
北米原産。マンサクによく似るが、花は秋に咲く。葉・樹皮のエキスは収斂薬や化粧水として古くから使われている。

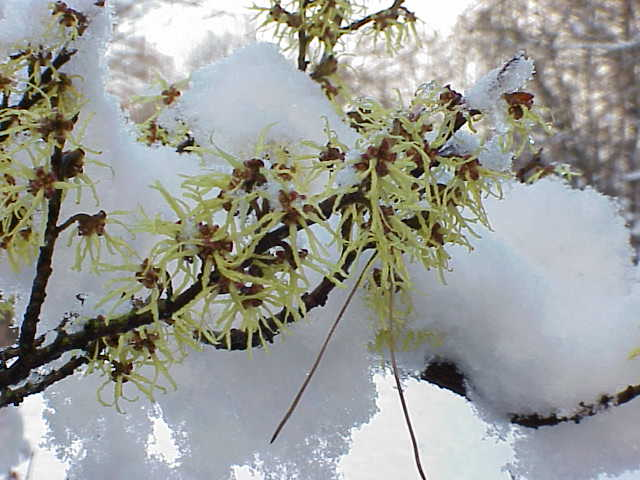
シナマンサク
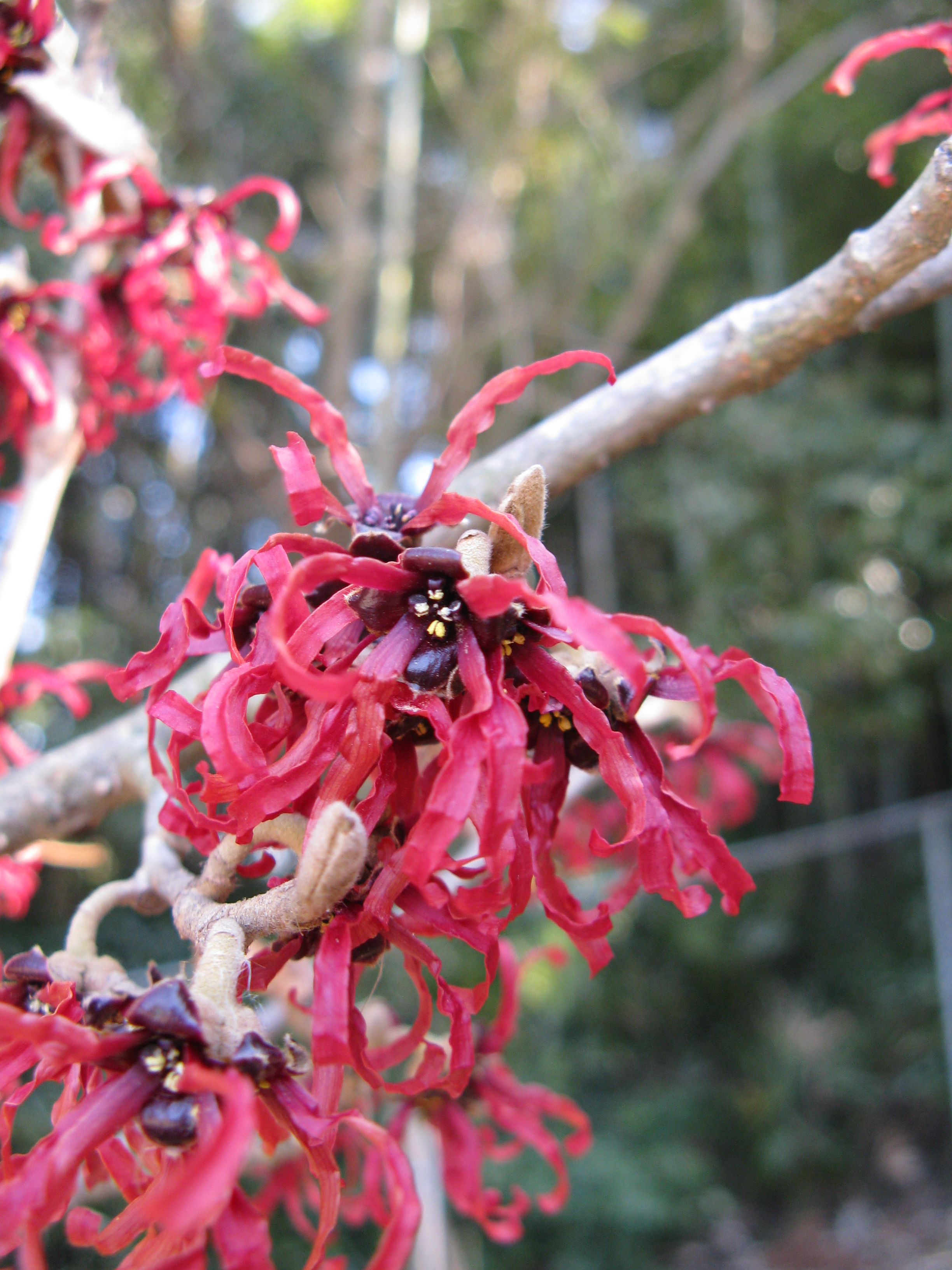
H. x intermedia 'Diana'
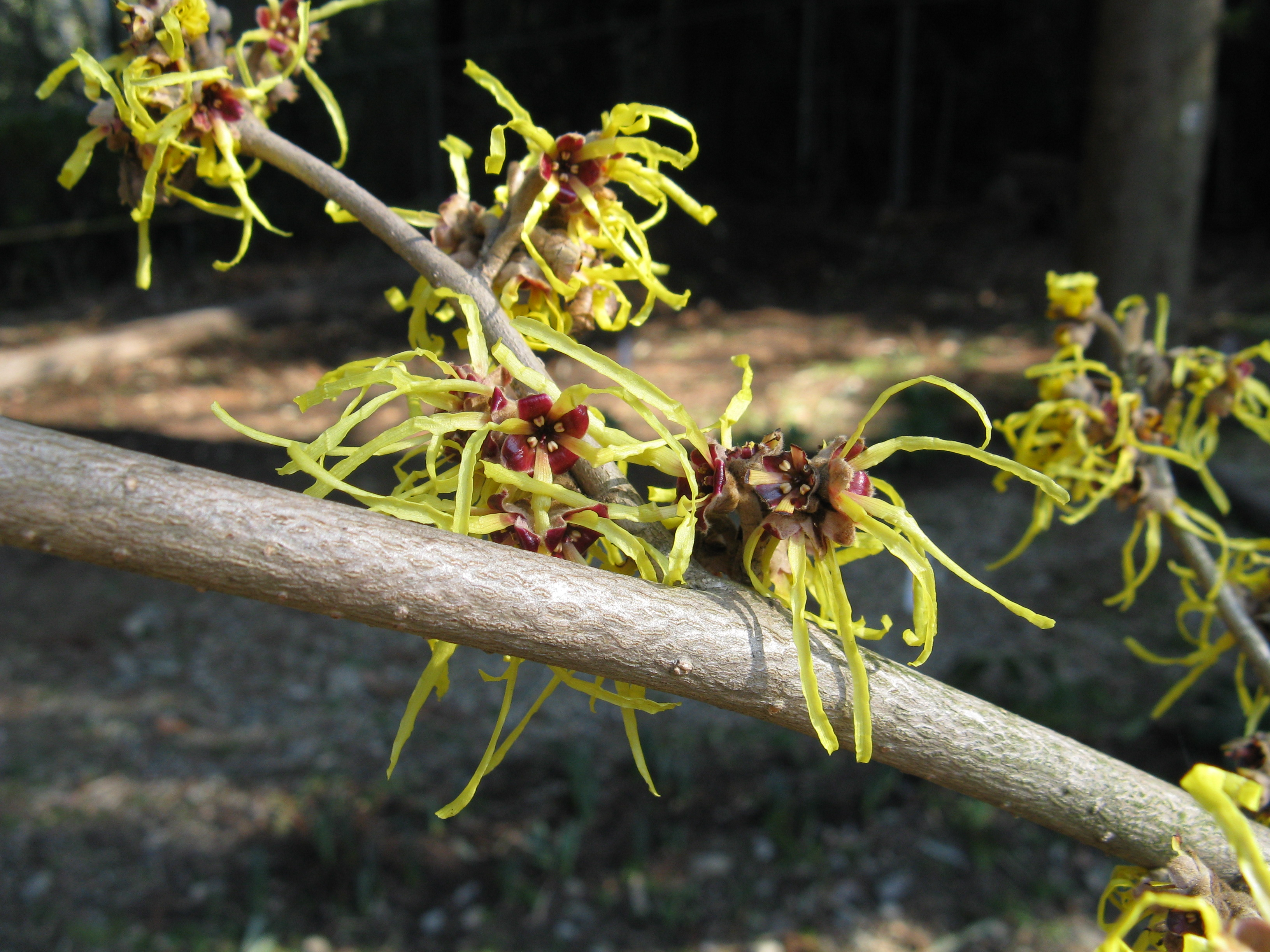
H. x intermedia 'Pallida'
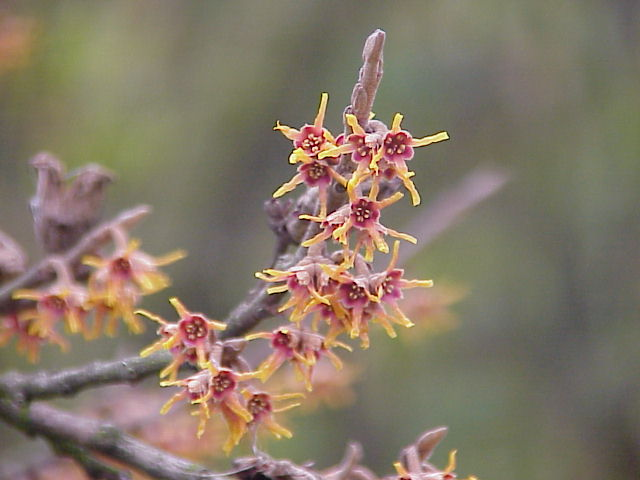
ハヤザキマンサク
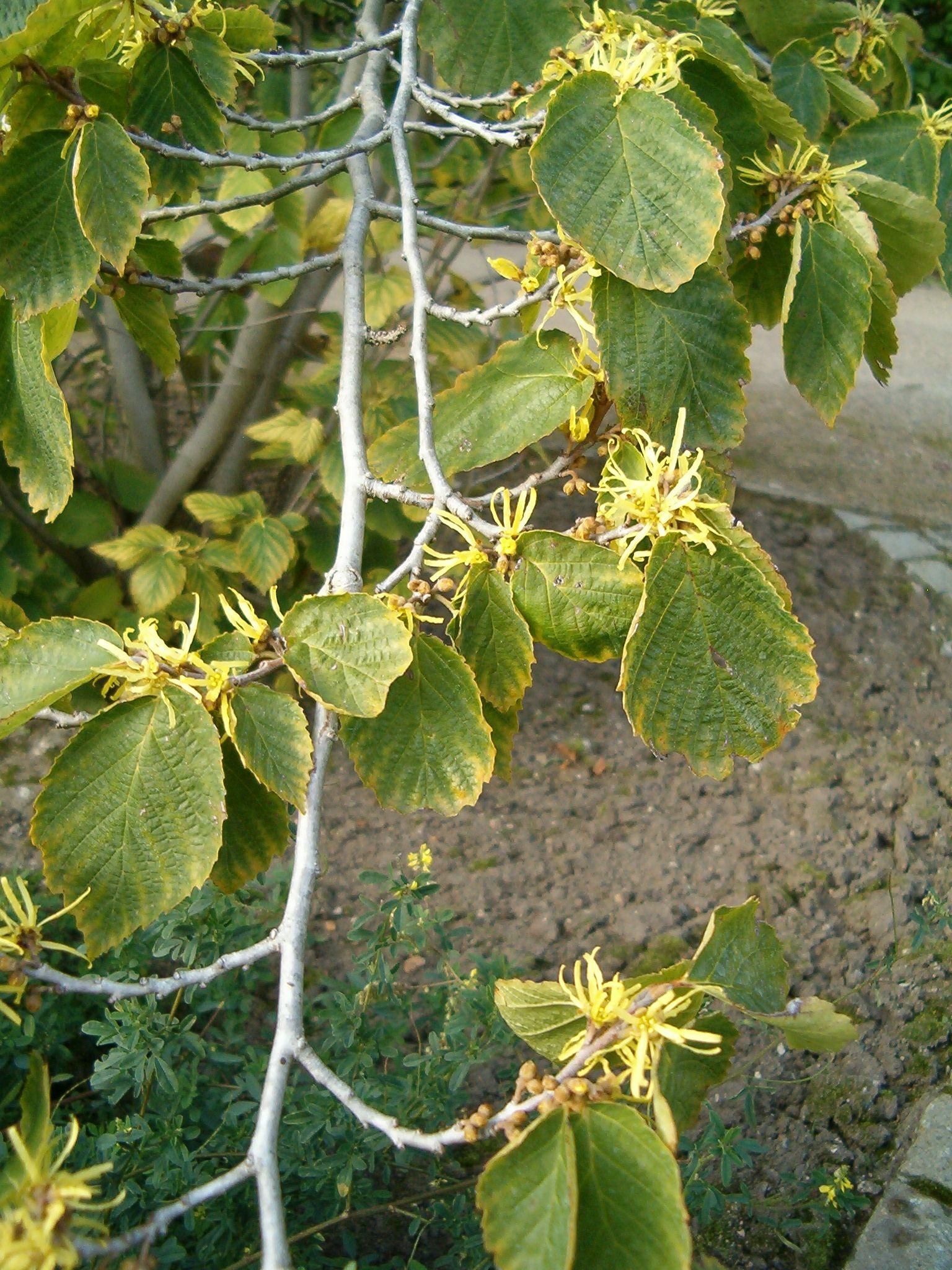
アメリカマンサク